# Ultra Beatdown
Ultra Beatdown è il quarto album in studio della band inglese DragonForce.
L'annuncio dell'uscita è stato dato il 3 giugno 2008.
Dall'album sono stati estratti tre singoli: Heroes of Our Time, The Last Journey Home e Reasons to Live; per i primi due è stato registrato anche un video musicale.
Questo è il primo album della band col bassista Frédéric Leclercq, e l'ultimo col cantante ZP Theart.

## Tracce

### CD
1. Heroes of Our Time (Sam Totman, Herman Li) – 7:15
2. The Fire Still Burns (Totman, ZP Theart) – 7:52
3. Reasons to Live (Totman, Li, Vadym Pružanov, Frédéric Leclercq) – 6:25
4. Heartbreak Armageddon (Totman, Li, Leclercq) – 7:43
5. The Last Journey Home (Totman, Theart, Li) – 8:16
6. A Flame for Freedom (Totman) – 5:20
7. Inside the Winter Storm (Totman, Theart) – 8:11
8. The Warrior Inside (Totman, Li, Theart, Pružanov) – 7:14

#### Tracce bonus
Edizione giapponese
1. E.P.M. (Extreme Power Metal) (Totman, Li) – 7:24

Special Edition
1. Strike of the Ninja (Totman, Theart) (Shadow Warriors cover) – 3:18
2. Scars of Yesterday (Totman, Li, Theart, Pružanov) – 7:49

### DVD
1. The Making of Ultra Beatdown – 15:16
2. The Making of the E-Gen Guitar – 9:35

## Formazione
- ZP Theart – voce
- Herman Li – chitarra elettrica ritmica e solista, cori
- Sam Totman – chitarra elettrica ritmica e solista, cori
- Vadym Pružanov – pianoforte, tastiere, theremin, cori
- Frédéric Leclercq – basso, cori, chitarra acustica, chitarra elettrica ritmica addizionale
- Dave Mackintosh – batteria, cori

Collaboratori
- Clive Nolan – cori